# Aslambek Edíyev
Aslambek Lechíyevich Edíyev –en ruso, Асламбек Лечиевич Эдиев– (4 de enero de 1970) es un deportista ruso que compitió en halterofilia.
Ganó tres medallas en el Campeonato Mundial de Halterofilia entre los años 2005 y 2007, y una medalla de bronce en el Campeonato Europeo de Halterofilia de 2002.

## Palmarés internacional
| Campeonato Mundial | Campeonato Mundial              | Campeonato Mundial | Campeonato Mundial |
| Año                | Lugar                           | Medalla            | Categoría          |
| ------------------ | ------------------------------- | ------------------ | ------------------ |
| 2005               | Doha (Catar)                    | Medalla de bronce  | 85 kg              |
| 2006               | Santo Domingo (Rep. Dominicana) | Medalla de plata   | 85 kg              |
| 2007               | Chiang Mai (Tailandia)          | Medalla de plata   | 85 kg              |
| Campeonato Europeo |                                 |                    |                    |
| Año                | Lugar                           | Medalla            | Categoría          |
| 2002               | Antalya (Turquía)               | Medalla de bronce  | 85 kg              |